# 青木槐三
青木槐三（あおき かいぞう、1897年 - 1977年1月31日）は、日本の新聞記者、ジャーナリスト。鉄道記事を専門分野とした。

## 経歴
1919-1936年まで中央新聞、時事新報、東京日日新聞に勤めた。鉄道省の詰め記者として活動し、運転課長の結城弘毅から取材した特急「燕」の話をスクープした。そして試運転の車内で書いた原稿を通過する駅のホームに次々に投げ落とし夕刊に記事を掲載させたという。日本新八景の立案者であり社長賞をうける。また青木の尽力により一号機関車の保存運動がおこり島原鉄道から買い戻されることになった。ジャパン・ツーリスト・ビューロー（現在の日本交通公社）文化部長、華北交通東京支社次長、参与、などを経て日本交通協会理事。戦後は鉄道に関係した人々を取り上げた著作を発表した。また「日本国有鉄道百年史」の部外修史委員となる。1977年に死去。十河信二は青木が長くコラムを掲載していた雑誌『汎交通』に追悼文を寄せている

## 著作
- 『国鉄を育てた人々』交通協力会、1950年　明治時代
- 『鉄道黎明の人々』交通協力会、1951年　日本、関西、山陽、九州の4大私鉄と官鉄の並行時代
- 『国鉄繁盛記』交通協力会、1952年　大正から昭和の江木鉄道大臣の減俸騒動まで
- 『鉄路絢爛』交通協力会、1953年　昭和5年を中心に10年まで
- 『嵐の中の鉄路』交通協力会、1955年
- 『国鉄興隆時代-木下運輸二十年』日本交通協会、1957年、山中忠雄と共著、鉄道官僚木下淑夫の伝記
- 『国鉄』新潮社、1964年
- 『人物国鉄百年』中央宣興社、1969年　旧作の再編集